# It's Alive !
 (mars 2025).
 (mars 2025).
 (octobre 2023).
La mise en forme du texte ne suit pas les recommandations de Wikipédia : il faut le « wikifier ».
Les points d'amélioration suivants sont les cas les plus fréquents :
- Les titres sont pré-formatés par le logiciel. Ils ne sont ni en capitales, ni en gras.
- Le texte ne doit pas être écrit en capitales (les noms de famille non plus), ni en gras, ni en italique, ni en « petit »…
- Le gras n'est utilisé que pour surligner le titre de l'article dans l'introduction, une seule fois.
- L'italique est rarement utilisé : mots en langue étrangère, titres d'œuvres, noms de bateaux, etc.
- Les citations ne sont pas en italique mais en corps de texte normal. Elles sont entourées par des guillemets français : « et ».
- Les listes à puces sont à éviter, des paragraphes rédigés étant largement préférés. Les tableaux sont à réserver à la présentation de données structurées (résultats, etc.).
- Les appels de note de bas de page (petits chiffres en exposant, introduits par l'outil «  Source ») sont à placer entre la fin de phrase et le point final[comme ça].
- Les liens internes (vers d'autres articles de Wikipédia) sont à choisir avec parcimonie. Créez des liens vers des articles approfondissant le sujet. Les termes génériques sans rapport avec le sujet sont à éviter, ainsi que les répétitions de liens vers un même terme.
- Les liens externes sont à placer uniquement dans une section « Liens externes », à la fin de l'article. Ces liens sont à choisir avec parcimonie suivant les règles définies. Si un lien sert de source à l'article, son insertion dans le texte est à faire par les notes de bas de page.
- La présentation des références doit suivre les conventions bibliographiques. Il est recommandé d'utiliser les modèles {{Ouvrage}}, {{Chapitre}}, {{Article}}, {{Lien web}} et/ou {{Bibliographie}}. Le mode d'édition visuel peut mettre en forme automatiquement les références.
- Insérer une infobox (cadre d'informations à droite) n'est pas obligatoire pour parachever la mise en page.

Pour une aide détaillée, merci de consulter Aide:Wikification.
Si vous pensez que ces points ont été résolus, vous pouvez retirer ce bandeau et améliorer la mise en forme d'un autre article.
It's Alive! est le seul album produit par le groupe The New Cars (en). Il contient dix-huit chansons live, dont douze sont connues comme ayant originellement été interprétées par le groupe The Cars. Les deux autres, "I Saw the Light" et "Open My Eyes", ont été popularisées par Todd Rundgren, guitariste et chanteur du groupe ("Open My Eyes" a été interprété à l'origine par le précédent groupe de garage rock de Rundgren, Nazz). L'album se termine avec trois nouveaux morceaux studio, enregistrés spécialement pour cette occasion.
Cet article a été entièrement traduit du Wikipedia anglophone consacré à l'album It's Alive du groupe The New Cars, et les références ont été laissées telles que trouvées dans l'article original. 

## Réception critique
L'album a reçu des critiques « mitigées ou moyennes » de la part des critiques. Chez Metacritic, qui attribue une note moyenne pondérée sur 100 aux critiques des publications grand public, cette version a reçu une note moyenne de 54 sur la base de 8 critiques.[1]
Dans une critique pour AllMusic, le critique Stephen Thomas Erlewine a écrit : « It's Alive fonctionne comme un bon apéritif pour la tournée : ce n'est pas bouleversant, mais c'est bien meilleur que presque n'importe quelle autre réunion de ce genre.[2] » À Pitchfork , Mark Hogan a expliqué : « La première heure environ de It's Alive est parfaite pour les fans de Cars si purs et durs qu'ils paieraient non seulement pour un album live de chansons qu'ils possèdent déjà pour la plupart, mais aussi pour un album live 20 ans après, avec seulement deux chansons. membres originaux et un chanteur différent. "[4]

## Contenu de l'album
| 1.  | Just What I Needed          | 4:11 |
| 2.  | Let's Go                    | 3:49 |
| 3.  | Candy-O                     | 2:49 |
| 4.  | You Might Think             | 3:12 |
| 5.  | My Best Friend's Girl       | 4:12 |
| 6.  | I Saw the Light             | 3:02 |
| 7.  | You're All I've Got Tonight | 5:23 |
| 8.  | Not Tonight                 | 3:33 |
| 9.  | Drive                       | 4:04 |
| 10. | Moving in Stereo            | 5:14 |
| 11. | Shake It Up                 | 3:45 |
| 12. | Dangerous Type              | 4:24 |
| 13. | Bye Bye Love                | 5:01 |
| 14. | Open My Eyes                | 3:01 |
| 15. | Good Times Roll             | 4:55 |
| 16. | Not Tonight (Studio track)  | 3:25 |
| 17. | Warm (Studio track)         | 4:03 |
| 18. | More (Studio track)         | 3:46 |

## Musiciens
- Todd Rundgren – chant, guitare rythmique
- Elliot Easton – guitare solo, chœurs
- Greg Hawkes – claviers, chœurs
- Kasim Sulton – basse, chant sur "Drive", chœurs
- Prairie Prince – batterie, percussions (1-15 et 17)
- Kenny Aronoff – batterie (16 et 18)